# حسین‌آباد قنات
حسین‌آباد قنات یا قنات علم خان روستایی در دهستان چشمه زیارت بخش مرکزی شهرستان زاهدان استان سیستان و بلوچستان ایران است.

## جمعیت
بر پایه سرشماری عمومی نفوس و مسکن در سال ۱۳۹۵ جمعیت این روستا ۱۳۰ نفر (۲۵خانوار) بوده‌است.